# Mtacminda Pantheon

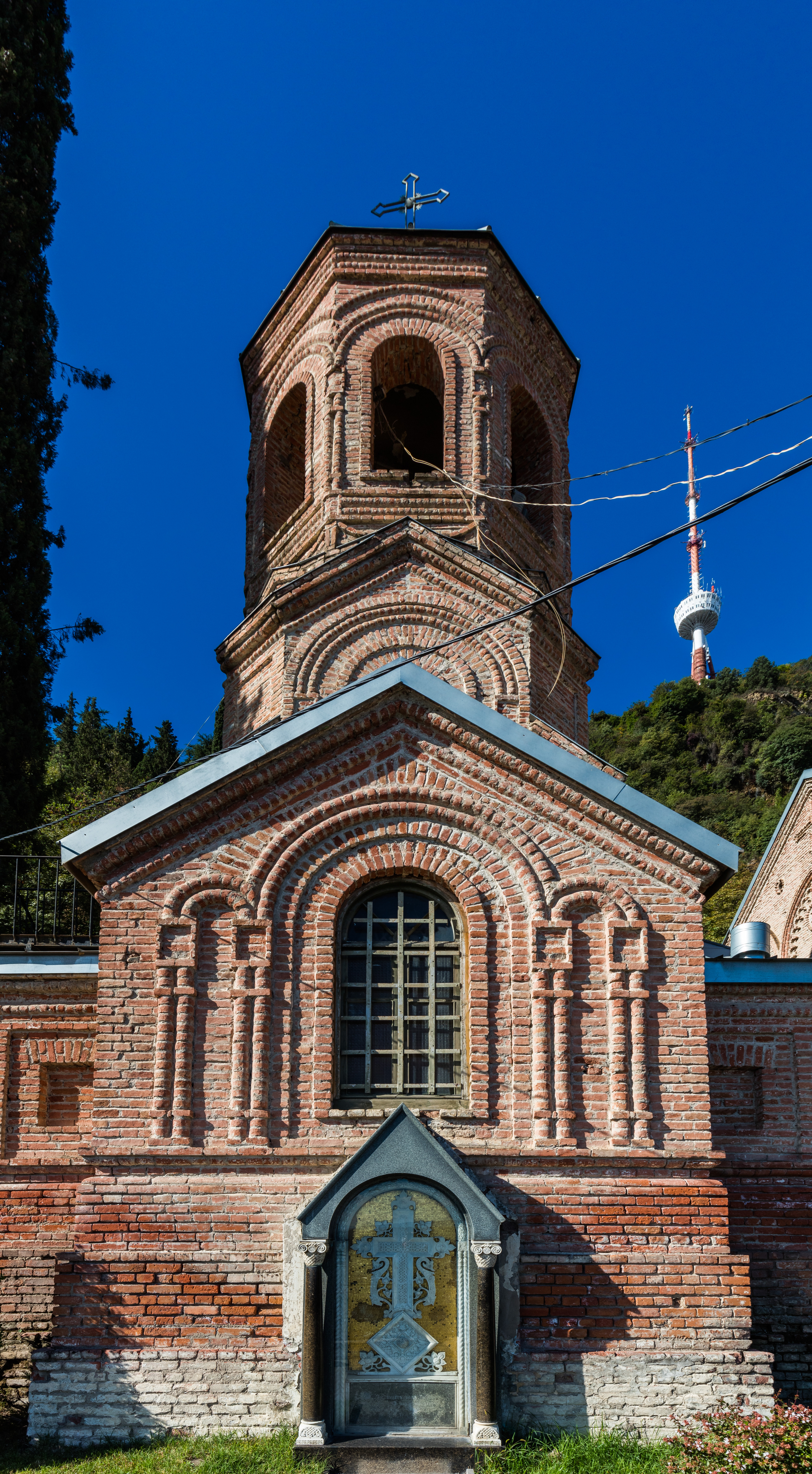
Szent Dávid-templom

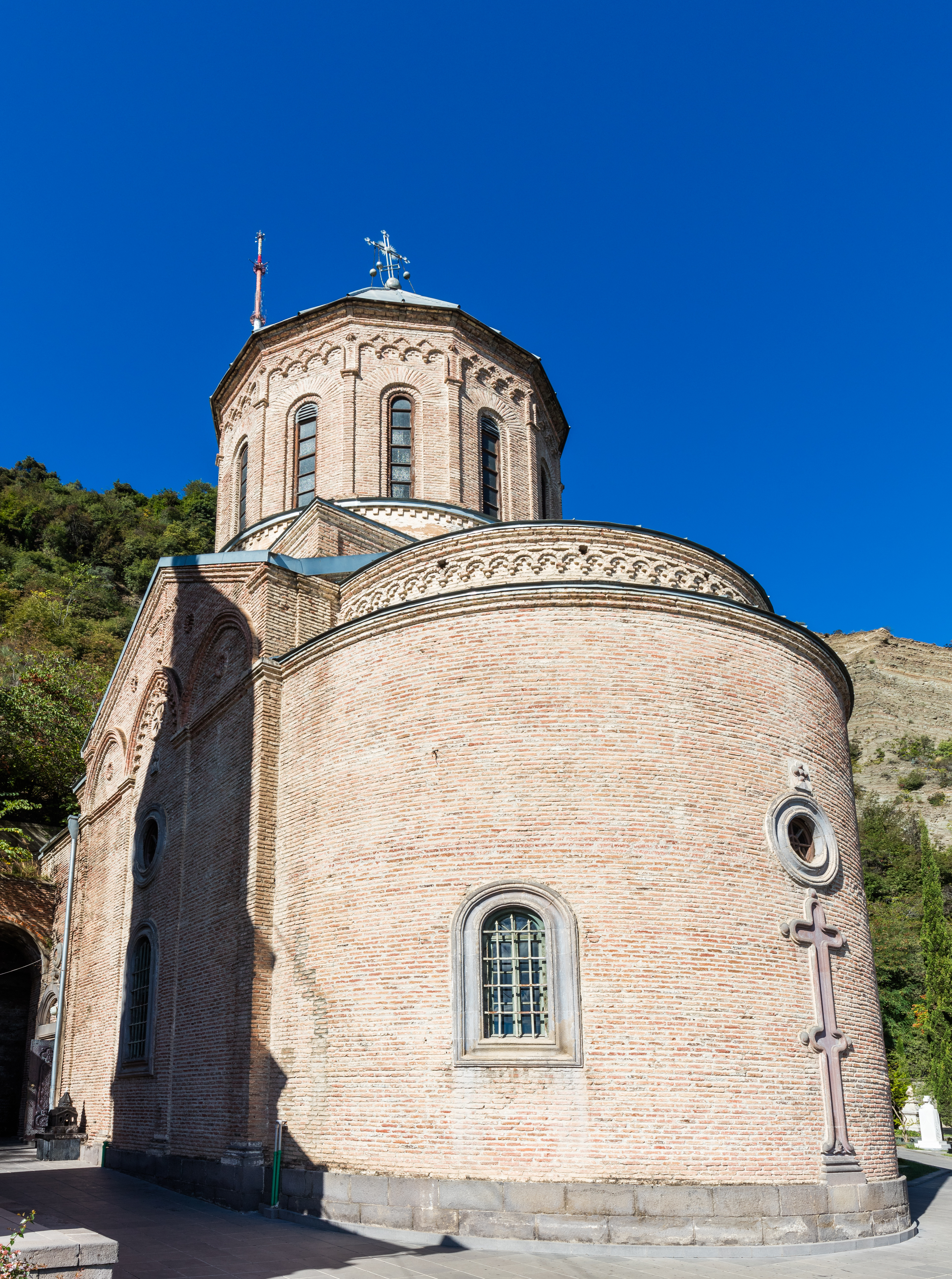
Mtacminda Panteon

Az írók és közéleti személyiségek Mtacminda panteonja, Mtacminda temető (grúzul: მთაწმინდის მწერალთა და საზოგადო მოღვაწეთა პანთეონი, mtats'mindis mts'eralta da sazogado moghvats'eta p'anteoni ) egy nekropolisz Tbilisziben, Grúziában, ahol Grúzia legkiemelkedőbb írói, művészei, tudósai és nemzeti hősei vannak eltemetve. A Szent Dávid-templom (Mamadaviti) körüli templomkertben található, a Mtacminda-hegy (grúzul:  მთაწმინდა, azaz Szent-hegy) lejtőjén, és hivatalosan 1929-ben alapították. A hegy tetején található a Mtacminda Park, a Tbiliszi önkormányzatának tulajdonában lévő vidámpark. 
Az első hírességek, akiket ezen a helyen temettek el, Alekszandr Szergejevics Gribojedov, orosz író (1795–1829) és grúz felesége, Nino Csavcsavadze (1812–1857) voltak. A Pantheont hivatalosan 1929-ben nyitották meg Gribojedov orosz nagykövet halálának századik évfordulója alkalmából. A Pantheont Grúzia kollektív identitásának egyik szimbólumaként tartják számon. Azóta több illusztris grúz személyt temettek el vagy temettek újra itt. A Pantheont Tbiliszi önkormányzata igazgatja, és a helyiek, valamint a városba látogató turisták is gyakran felkeresik. 

## Története
A Pantheon története tükrözi Grúzia néhány politikai fordulatát.

### Eredete és a szovjet időszak
Tbilisziben a híres emberek az első temetője a Kukia Pantheon volt. A Grúz Dramaturgiai Társaság 1900-tól kezdett el azon dolgozni, hogy művészek tiszteletére létrejöjjön egy emlékhely, de ez a kezdeményezés az 1950-es években megszűnt. Később a Grúzok Írástudását Terjesztő Társaságnak 1915-ben sikerült létrehoznia a Didube Pantheont. 1929-ben a Szovjetunió kormánya, amely akkoriban Grúziát irányította, újabb panteont hozott létre a Mtacminda-templom közelében lévő egykori temetőben; megnyitóját Alekszandr Szergejevics Gribojedov halálának 100. évfordulójára szentelték, akit 1829-ben itt temettek el feleségével együtt (sírján egy gyászoló asszony szobra látható).
A szovjet uralom alatt a Didube Pantheont az 1930-as években majdnem felszámolták. 1934-ben parancsot adtak ki, hogy távolítsák el az ismeretlen vagy jelentéktelen sírokat Mtatcmindából, és helyezzenek át néhány kiemelkedő személyt, köztük Nikoloz Baratasvilit és Vazsa-Psavelát Didube-ból Mtacmindába; így Didube temetőjével szemben Mtacminda temetőjének státusza jelentősebbé válna. 1937-ben a panteon adminisztrációja rendeletet fogadott el, amely kimondta, hogy a döntéshozó tanácsnak főként kormánytisztviselőkből, pártokból kell állnia. Tagjai között grúz tudósok is voltak. A totalitárius rendszer miatt könnyű volt azt a benyomást kelteni, hogy a Mtacminda Pantheon a legkívánatosabb pihenőhely a grúzok számára, és ez a benyomás 2014-ben is megmaradt.
A bolsevik aktivisták jelenléte miatt Konstantin Gamszahurdia nyilvánosan megtagadta, hogy a Pantheonban temessék el. 1987-ben robbanóanyagokat helyeztek el annak a bolseviknak a sírjára, akiről köztudott, hogy részt vett Ilia Chavchavadze meggyilkolásában, aki szintén a Pantheonban van eltemetve. A Mtacminda Pantheon vitatott karakterét illusztrálva Gamszahurdia korábban azt írta, hogy "Júdást és Krisztust minden korszakban együtt emlegetik, de korábban sehol nem fordult elő, hogy Júdást Krisztus mellé temették volna el. Ez csak a mi grúz Mtacminda temetőnkben történhetett meg."

### A Pantheon Grúzia függetlensége után, 1991-ben
A Szaakasvili-korszakban (2004-2012) számos változtatást hajtottak végre. Így például Zviad Gamszahurdia maradványait áhelyezték az Észak-Kaukázusból a Mtatcminda Pantheonba, valamint sírköveket állítottak néhány írónak, akiket az 1937-es tisztogatáskor megöltek.
2009-ben a tbiliszi városháza bejelentette, hogy a régi Mtacminda Pantheonnak nincs több helye, és folyamatban vannak a konzultációk Grúzia pátriárkájával egy új épületről. 2009 októberében Tbiliszi alpolgármestere kijelentette: "új helyet kell kiválasztani, ahol templomot lehet emelni és nyilvános temetéseket lehet tartani. Fontos, hogy az új panteont jó helyen, könnyen megközelíthető helyen építsék fel.” A régi hely hivatalos bezárása óta azonban akadtak kivételek: 2010-ben Muhran Machavarianit, 2013-ban Csabua Amiredzsibit temették el (ez utóbbi vitákat váltott ki).
2021-ben Giorgi Kvinitadzének, az Első Grúz Köztársaság parancsnokának, tábornokának földi maradványait újra eltemették a Mtacminda Pantheonban, miután Franciaországból visszahozták.
2014-től Tbilisziben három Pantheon található a városháza felügyelete alatt, ezek a Mtacminda Pantheon, a Didube Pantheon és a Kodzsivank Pantheon, ez utóbbi örmény.

## A temető nevezetes halottainak listája
- Vaso Abasidze (1854–1926), grúz színész és rendező (1926)
- Veriko Andzsaparidze (1897–1987), grúz színésznő, filmszínésznő (1987)
- Nikoloz Baratasvili (1817–1845), grúz romantikus költő (1938-ban áthelyezve a Didube Pantheonból)
- Vasil Barnovi (1856–1934), grúz novellista, író (1934)
- Nikoloz Berdzenisvili (1894–1965), grúz történész (1965)
- Vahtang Csabukiani (1910–1992), grúz balettművész (1992)
- Ilia Csavcsavadze (Saint Ilia the Righteous) (1837–1907), grúz író, közszereplő (1907); és a felesége Olga Guramisvili (1842–1927) (1927)[11]
- Zakaria Csicsinadze (1853–1931), grúz történész, publicista (1931)
- Simon Csikovani (1902–1966),grúz költő, közszereplő (1966)
- Otar Csiladze (1933–2009), grúz író (2009)
- Kakuca Csolokasvili (1888–1930), grúz nemzeti hős és a Szovjet (tanács) rezsim elleni harcos (2005, Franciaországból újratemették)
- Salva Dadiani (1874–1959), grúz drámaíró és színész (1959)
- Nodar Dumbadze (1928–1984), grúz író (2009, újratemették Mziuri Parkból)
- Davit Erisztavi (1847–1890), grúz újságíró, drámaíró, fordító (1930, újratemették a Kaloubani templomból)
- Zviad Gamszahurdia (1939–1993), grúz író, költő, ellenzéki politikai aktivista, egykori köztársasági elnök (2007, úratemették Groznijból)[11]
- Keke Geladze (1858–1937), Joszif Visszarionovics Sztálin anyja (1937)
- Jakob Gogebasvili (1840–1912), grúz író, pedagógus (1940, újratemmék a Didube Pantheonból)
- Alexander Szegejevics Gribojedov (1795–1829), orosz író (1829); és felesége Nino Csavcsavadze (1812–1857) (1857)
- Josef Grisasvili (1889–1965), grúz író, költő, tudós (1965)
- Lado Gudiasvili (1896–1980), grúz festőművész (1980)
- Olga Guramisvili-Nikoladze (1855–1940), grúz tudós(1940)
- Simon Janasia (1900–1947), grúz történész (1947)
- Mose Janasvili (1855–1934), grúz történész (1934)
- Ana Kalandadze (1924–2008), grúz költő (2008)
- Akaki Korava (1895–1972), grúz színész (1972)
- Leo Kiacseli (1884–1963), grúz író (1963)
- Dimitri Kipiani (1814–1887), grúz újságíró, publicista, közszereplő (1887)
- Davit Kldiasvili (1862–1931), grúz író (1931)
- Merab Kostava (1939–1989), a szovjet korszak disszidense és Grúzia nemzeti hőse (1989)
- Giorgi Leonidze (1899–1966), grúz költő (1966)
- Kote Mardzsanisvili (1872–1933), grúz színházigazgató (1964, újratemették a Grúz Nemzeti Operaház Pantheonjából)
- Nikoloz Muszkelisvili (1891–1976), grúz matematikus (1976)
- Niko Nikoladze (1843–1928), grúz újságíró, publicista, közjótevő (1928)
- Jakob Nikoladze (1876–1951), grúz szobrász (1951)
- Ivane Paliasvili (1868–1934), grúz karmester (1934)
- Galaktion Tabidze (1891–1959), grúz költő (1959)[11]
- Ekvtime Takaisvili (1862–1953), grúz történész, régész[11]
- Alekszandre Csagareli (1844–1929), grúz nyelvész (1929)
- Akaki Csereteli (1840–1915), grúz költő (1915)
- Grigol Csereteli (1870–1938), grúz papirológus (1938)
- Mikhail Csakaja (1865–1950), grúz kommunista (1950, újratemették a Khudadov erdei temetőből 1989)
- Anastasia Tumanisvili-Csereteli (1849–1932), grúz írónő (1932)
- Vazsa-Psavela (1861–1915), grúz költő (1935, újratemették a Didube Pantheonból)
- Ilia Vekua (1907–1977), grúz matematikus (1977)
- Szergo Zakariadze (1909–1971), grúz színész (1971)
- Solomon Dodasvili (1805–1836), grúz filozófus, újságíró, történész, nyelvész (1994, újratemették Kirovból)
- Csabua Amiredzsibi (1921–2013), grúz regényíró és a szovjet korszak disszidense (2013)
- Niko Pirosmani (1862–1918), grúz festő[12]
- Jansug Csarkviani (1931–2017), grúz költő (2017)[13]
- Giorgi Kvinitadze (1874–1970), grúz tábornok (2021, Franciaországból újratemették)[14]

## Kapcsolódó szócikk
- Didube Pantheon